# AFI's 100 Years...100 Passions
Parte a seriei AFI 100 de ani, AFI 100 Passions este o listă cu cele mai bune 100 de filme romantice din cinematografia americană. Institutul American de Film a realizat această listă la 11 iunie 2000, fiind prezentată de Candice Bergen la CBS.

## Lista

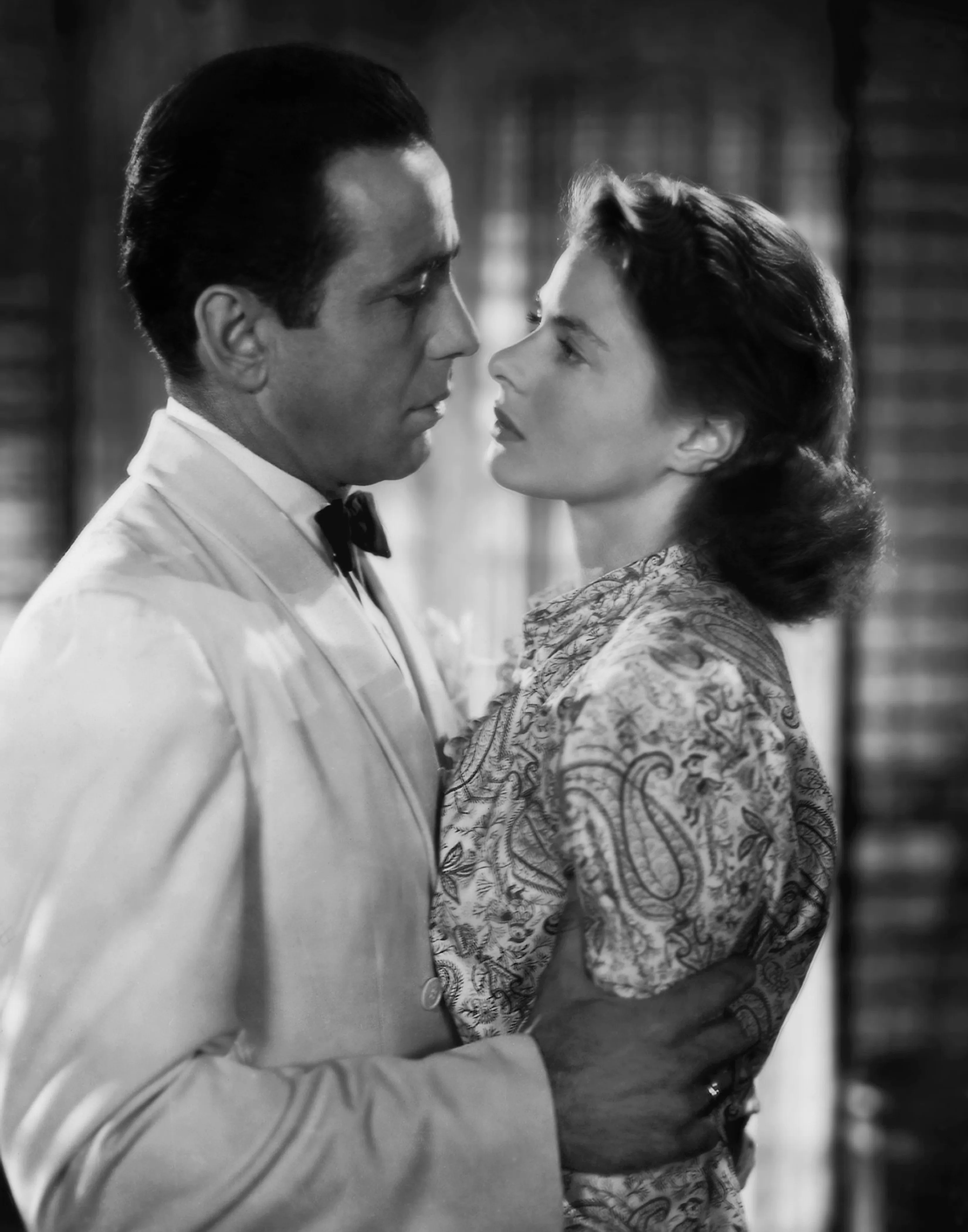
Bogart și Bergman în Casablanca (1942)

| #   | Film                              | An   |
| --- | --------------------------------- | ---- |
| 1   | Casablanca                        | 1942 |
| 2   | Gone with the Wind                | 1939 |
| 3   | West Side Story                   | 1961 |
| 4   | Roman Holiday                     | 1953 |
| 5   | An Affair to Remember             | 1957 |
| 6   | The Way We Were                   | 1973 |
| 7   | Doctor Zhivago                    | 1965 |
| 8   | It's a Wonderful Life             | 1946 |
| 9   | Love Story                        | 1970 |
| 10  | City Lights                       | 1931 |
| 11  | Annie Hall                        | 1977 |
| 12  | My Fair Lady                      | 1964 |
| 13  | Out of Africa                     | 1985 |
| 14  | The African Queen                 | 1951 |
| 15  | Wuthering Heights                 | 1939 |
| 16  | Singin' in the Rain               | 1952 |
| 17  | Moonstruck                        | 1987 |
| 18  | Vertigo                           | 1958 |
| 19  | Ghost                             | 1990 |
| 20  | From Here to Eternity             | 1953 |
| 21  | Pretty Woman                      | 1990 |
| 22  | On Golden Pond                    | 1981 |
| 23  | Now, Voyager                      | 1942 |
| 24  | King Kong                         | 1933 |
| 25  | When Harry Met Sally...           | 1989 |
| 26  | The Lady Eve                      | 1941 |
| 27  | The Sound of Music                | 1965 |
| 28  | The Shop Around the Corner        | 1940 |
| 29  | An Officer and a Gentleman        | 1982 |
| 30  | Swing Time                        | 1936 |
| 31  | The King and I                    | 1956 |
| 32  | Dark Victory                      | 1939 |
| 33  | Camille                           | 1936 |
| 34  | Beauty and the Beast              | 1991 |
| 35  | Gigi                              | 1958 |
| 36  | Random Harvest                    | 1942 |
| 37  | Titanic                           | 1997 |
| 38  | It Happened One Night             | 1934 |
| 39  | An American in Paris              | 1951 |
| 40  | Ninotchka                         | 1939 |
| 41  | Funny Girl                        | 1968 |
| 42  | Anna Karenina                     | 1935 |
| 43  | A Star Is Born                    | 1954 |
| 44  | The Philadelphia Story            | 1940 |
| 45  | Sleepless in Seattle              | 1993 |
| 46  | To Catch a Thief                  | 1955 |
| 47  | Splendor in the Grass             | 1961 |
| 48  | Last Tango in Paris               | 1973 |
| 49  | The Postman Always Rings Twice    | 1946 |
| 50  | Shakespeare in Love               | 1998 |
| 51  | Bringing Up Baby                  | 1938 |
| 52  | The Graduate                      | 1967 |
| 53  | A Place in the Sun                | 1951 |
| 54  | Sabrina                           | 1954 |
| 55  | Reds                              | 1981 |
| 56  | The English Patient               | 1996 |
| 57  | Two for the Road                  | 1967 |
| 58  | Guess Who's Coming to Dinner      | 1967 |
| 59  | Picnic                            | 1955 |
| 60  | To Have and Have Not              | 1944 |
| 61  | Breakfast at Tiffany's            | 1961 |
| 62  | The Apartment                     | 1960 |
| 63  | Sunrise                           | 1927 |
| 64  | Marty                             | 1955 |
| 65  | Bonnie and Clyde                  | 1967 |
| 66  | Manhattan                         | 1979 |
| 67  | A Streetcar Named Desire          | 1951 |
| 68  | What's Up, Doc?                   | 1972 |
| 69  | Harold and Maude                  | 1971 |
| 70  | Sense and Sensibility             | 1995 |
| 71  | Way Down East                     | 1920 |
| 72  | Roxanne                           | 1987 |
| 73  | The Ghost and Mrs. Muir           | 1947 |
| 74  | Woman of the Year                 | 1942 |
| 75  | The American President            | 1995 |
| 76  | The Quiet Man                     | 1952 |
| 77  | The Awful Truth                   | 1937 |
| 78  | Coming Home                       | 1978 |
| 79  | Jezebel                           | 1938 |
| 80  | The Sheik                         | 1921 |
| 81  | The Goodbye Girl                  | 1977 |
| 82  | Witness                           | 1985 |
| 83  | Morocco                           | 1930 |
| 84  | Double Indemnity                  | 1944 |
| 85  | Love Is a Many-Splendored Thing   | 1955 |
| 86  | Notorious                         | 1946 |
| 87  | The Unbearable Lightness of Being | 1988 |
| 88  | The Princess Bride                | 1987 |
| 89  | Who's Afraid of Virginia Woolf?   | 1966 |
| 90  | The Bridges of Madison County     | 1995 |
| 91  | Working Girl                      | 1988 |
| 92  | Porgy and Bess                    | 1959 |
| 93  | Dirty Dancing                     | 1987 |
| 94  | Body Heat                         | 1981 |
| 95  | Lady and the Tramp                | 1955 |
| 96  | Barefoot in the Park              | 1967 |
| 97  | Grease                            | 1978 |
| 98  | The Hunchback of Notre Dame       | 1939 |
| 99  | Pillow Talk                       | 1959 |
| 100 | Jerry Maguire                     | 1996 |

## Criterii
- Feature-Length Fiction Film: The film must be in narrative format, typically more than 60 minutes long.
- American Film: The film must be in the English language with significant creative and/or financial production elements from the United States.
- Love Story: Regardless of genre, a romantic bond between two or more characters, whose actions and/or intentions provide the heart of the film’s narrative.
- Legacy: Films whose "passion" have enriched America’s film and cultural heritage while continuing to inspire contemporary artists and audiences.